# Station Gorzanów
Station Gorzanów is een spoorwegstation in de Poolse plaats Gorzanów.